# High Strung (album)
High Strung è un album discografico di Al Caiola, pubblicato dalla casa discografica RCA Victor Records nel luglio del 1959.
L'album fu ripubblicato nel 1962 con il titolo The Guitar Style of Al Caiola (RCA Records, CAS-710).

## Tracce
Lato A
1. Sweet Georgia Brown – 2:24 (Kenneth Casey, Ben Bernie, Maceo Pinkard)
2. Dipsy Doodle – 2:37 (Larry Clinton)
3. It's a Sin to Tell a Lie – 1:50 (Billy Mayhew)
4. Tumbling Tumbleweeds – 2:00 (Bob Nolan)
5. Strait Ahead – 2:06 (Al Caiola)
6. Cherry – 2:21 (Don Redman, Ray Gilbert)

Lato B
1. Hindustan – 2:08 (Harold Weeks,  Oliver George Wallace)
2. Sandy – 2:22 (Al Caiola)
3. Idaho – 1:34 (Jesse Stone)
4. I Love You (dal film Stalag 17 - L'inferno dei vivi) – 2:14 (Harry Archer, Harlan Thompson)
5. Rosetta – 2:14 (Earl Hines, Henri Woods)
6. Undecided – 2:07 (Charles Shavers, Sid Robin)

## Musicisti
- Al Caiola - chitarra solista, arrangiamenti e conduttore musicale
- George Barnes - chitarra
- Al Casamenti - chitarra
- Don Arnone - chitarra
- John Pizzarelli - chitarra
- Billy Bauer - chitarra
- Phil Kraus - vibrafono
- Ed Costa - vibrafono
- Sandy Block - contrabbasso
- Don Lamond - batteria

Note aggiuntive
- Herman Diaz, Jr. - produttore
- Registrazioni effettuate il 12, 20 e 22 agosto 1957 presso RCA, Studio A di New York City, New York (Stati Uniti)[3]